# Meštrevac
Meštrevac (cyr. Мештревац) – wieś w Bośni i Hercegowinie, w Republice Serbskiej, w gminie Foča. W 2013 roku liczyła 61 mieszkańców.